# Menthon-Saint-Bernard
Menthon-Saint-Bernard là một xã trong tỉnh Haute-Savoie thuộc vùng Auvergne-Rhône-Alpes đông nam Pháp.